# Río Prahova
El río Prahova es un río del sur de Rumanía de la cuenca del Danubio, que nace en los montes Bucegi, en los Cárpatos meridionales y desemboca, por la izquierda, en el Ialomița en Dridu Snagov. El tramo superior del río, aguas arriba de la confluencia con el río Azuga, se llama a veces Prahovița.
Tiene una longitud de 193 km, de los cuales 6 km están en el distrito de Brașov, 161 km en el distrito de Prahova y los últimos 16 km en el distrito de Ialomița.
La cuenca del Prahova tiene una extensión de 3738 km², lo que supone aproximadamente el 75% de la superficie del distrito de Prahova.

## Ciudades y pueblos
Las siguientes ciudades y pueblos están situados a lo largo del río Prahova, desde la fuente hasta la desembocadura: Predeal, Azuga, Busteni, Poiana Ţapului, Sinaia, Posada, Comarnic, Nistoresti, Breaza, Cornu, Poiana Câmpina, Câmpina, Băneşti, Bobolia, Cocorastii Caplii, Cap Roşu, Novăceşti, Floreşti, Călineşti, Catina, Filipestii de Targ, Nedelea, Ariceştii Rahtivani, Ezeni, Zalhanaua, Stancesti, Piatra, Stejaru, Pisculeşti, Tinosu, Miroslăveşti, Palanca, Independenţa, Belciug, GHERGHITA, Hătcărău, Tufani, Malamuc, Răsimnicea, Rădulești, Adâncata, Patru Frați .

## Afluentes
Los siguientes ríos son afluentes del río Prahova (desde la fuente hasta la desembocadura):
- por la izquierda: Puriștoaca, Valea Popii, Olăreasa, Pârâul lui Vlad, Ursoaia Mare, Ursoaia Mică, Azuga, Valea Mărului (I), Valea Seacă (I), Valea Fetei, Valea Seacă (II), Valea Măturarului, Zamora, Șipa, Valea Cășăriei (I), Valea Rea, Valea Câinelui, Gagu, Valea lui Bogdan, Valea la Nuci, Valea Mărului (II), Valea Surpăturii, Valea Orății, Conciu, Florei, Câmpea, Doftana, Viișoara, Teleajen, Vitului Sărat
- por la derecha: Joita, Râşnoava, Pârâul Sec, Valea Brusturilor, Valea Stânei, Valea Grecului, Valea Fabricii, Valea Cerbului, Valea Alba, Paltinu, Valea Jepilor, Valea Seacă un Jepilor, Urlatoarea, Valea Babei, Piatra Arsa, Peles, Valea Căşăriei (II), Valea Iancului, Zgarbura, Izvorul Dorului, Valea Largă, Dogăria, Valea Dracului, Valea Măgarului, Valea Seciului, Valea Obielei, Valea Mesteacănului, Valea Beliei, Viroaga, Poienari, Maia